# Петанья, Андреа
Андре́а Пета́нья (итал. Andrea Petagna; 30 июня 1995, Триест) — итальянский футболист, нападающий клуба «Монца».

## Клубная карьера
Андреа Петанья воспитанник «Милана». Вначале выступал в Примавере, затем был переведён в основную команду. За «Милан» дебютировал 4 декабря 2012 года в матче 6-го тура Лиги чемпионов против «Зенита», выйдя на замену на 90-й минуте вместо Бояна Кркича.
В начале сентября 2013 года перешёл на правах аренды в «Сампдорию» до конца сезона 2013/14. В январе 2014 года «Милан» досрочно отозвал из аренды Петанью. Одной из причины возвращения в «Милан» являлся уход Алессандро Матри в «Фиорентину».
Летом 2014 года «Милан» отдал нападающего в годичную аренду клубу «Латина», который выступал в Серии Б. В январе 2015 года Петанья стал игроком «Виченцы» до конца сезона. Летом 2015 года на правах аренды перешёл в «Асколи». 25 января 2016 года нападающий подписал контракт с «Аталантой», однако сезон 2015/16 продолжил в составе «Асколи».
В июле 2018 года перешёл на правах аренды в клуб СПАЛ. В сентябре 2018 года забил первый гол в матче против «Аталанты». Летом 2019 года СПАЛ выкупил контракт Петаньи.
В январе 2020 года Петанья стал игроком «Наполи», однако до конца сезона 2019/20 остался выступать за СПАЛ.

## Карьера в сборной
До 2011 года Петанья выступал за юношескую сборную Италии до 16 лет, а затем провёл один матч в команде до 17 лет. Он вышел на поле 14 сентября 2011 года в товарищеском матче против Израиля.
Выступал за сборную Серии Б.

## Клубная статистика
| Клуб               | Сезон            | Лиги             | Лиги | Лиги | Кубки | Кубки | Еврокубки | Еврокубки | Другие | Другие | Всего | Всего |
| Клуб               | Сезон            | Дивизион         | Игры | Голы | Игры  | Голы  | Игры      | Голы      | Игры   | Голы   | Игры  | Голы  |
| ------------------ | ---------------- | ---------------- | ---- | ---- | ----- | ----- | --------- | --------- | ------ | ------ | ----- | ----- |
| Милан              | 2012/13          | Серия А          | 0    | 0    | 0     | 0     | 1         | 0         | —      | —      | 1     | 0     |
| Милан              | 2013/14          | Серия А          | 3    | 0    | 1     | 0     | —         | —         | —      | —      | 4     | 0     |
| Милан              | Всего            | Всего            | 3    | 0    | 1     | 0     | 1         | 0         | 0      | 0      | 5     | 0     |
| Сампдория (аренда) | 2013/14          | Серия А          | 3    | 0    | 2     | 0     | —         | —         | —      | —      | 5     | 0     |
| Латина (аренда)    | 2014/15          | Серия В          | 10   | 0    | 1     | 0     | —         | —         | —      | —      | 11    | 0     |
| Виченца (аренда)   | 2014/15          | Серия В          | 14   | 1    | —     | —     | —         | —         | —      | —      | 14    | 1     |
| Асколи (аренда)    | 2015/16          | Серия В          | 32   | 7    | —     | —     | —         | —         | —      | —      | 32    | 7     |
| Аталанта           | 2016/17          | Серия А          | 34   | 5    | 2     | 0     | —         | —         | —      | —      | 36    | 5     |
| Аталанта           | 2017/18          | Серия А          | 29   | 4    | 2     | 0     | 8         | 2         | —      | —      | 39    | 6     |
| Аталанта           | Всего            | Всего            | 63   | 9    | 4     | 0     | 8         | 2         | 0      | 0      | 75    | 11    |
| СПАЛ               | 2018/19          | Серия А          | 31   | 14   | 1     | 1     | —         | —         | —      | —      | 32    | 15    |
| Всего за карьеру   | Всего за карьеру | Всего за карьеру | 156  | 31   | 9     | 1     | 9         | 2         | 0      | 0      | 174   | 34    |